# Salto Cavalcânti
Salto Cavalcânti é uma queda-d'água localizada no rio das Cinzas, na divisa dos municípios  de Tomazina e Arapoti, no estado brasileiro do Paraná.
A queda constitui-se num ponto de atração turística com cerca de 14 metros de altura e 150 metros de extensão, formando um cânion.